# Charles Owen Waterhouse
Charles Owen Waterhouse (19 de juny de 1843 - 4 de febrer de 1917) fou un entomòleg anglès que es va especialitzar amb els coleòpters.
Waterhouse va treballar al Museu britànic d'Història Natural de Londres. Va descriure centenars de noves espècies. També va escriure la part corresponent als Buprestidae de la Biologia Centrali-Americana (1889) de Frederick DuCane Godman i Osbert Salvin.
Va ser president de la Royal Entomological Society (1907-1908).